# Star Fleet Project
Star Fleet Project — музичний альбом британського музиканта Браяна Мея. Виданий у жовтні 1983 року лейблом EMI. Загальна тривалість композицій становить 28:11. Альбом відносять до напрямку рок.

## Твори
1. «Star Fleet» — (Браян Мей) — 8.05
2. «Let Me Out» — (Браян Мей) — 7.13
3. «Blues Breaker» (присвята Еріку Клептону) — (Brain May/Eddie Van Halen) — 12.51